# Мехельта
Мехельта (ав. МелъелтӀа) — село, адміністративний центр Гумбетівського району Дагестану.

## Географія
Розташоване за 85 км на північний захід від міста Махачкала, у підніжжя Андійського хребта, у долині річки Тлярота.

## Населення
За переписом 2010 року в селі проживало 3314 осіб. Моноетнічні (99,7%) аварское село

## Історія
Частина населення аулу в 1944 році, після виселення чеченців-акинців, було переселено в село Ярморкіно (пізніше перейменоване в Новомехельта) в Новолакському районі.